# Tonåring
| Tonåring |
| --- |
| Tonåringar i Oslo - Betydelse – människa i tonåren (13–19 års ålder) - Bakgrund – 1602 (ordet tånår) i svensk skrift - Relaterade begrepp – adolescens och ungdom (mellan pubertet och vuxen) |

En tonåring är en person som befinner sig i tonåren, en fas i livet från tretton till nitton års ålder. Tonårsbegreppet är därmed rent matematiskt skapat, baserat på att räkneorden efter tolv och fram till före tjugo i många språk sätts samman på ett särskilt sätt. Samtidigt är det kopplat till en ungdomstid, med barn som växer, mognar och så småningom är mer redo att inträda i vuxenlivet.
Ordet tonår (då som tånår) förekommer i svensk skrift första gången 1602, adjektivet tonårig 1938. Användningen av ordet/orden har vidare inspirerats av engelskans teenage.

## Historik

### Bakgrund
Begreppet tonåring speglar en förändrad verklighet för barn och ungdomar. I det gamla bondesamhället var man barn tills man blev vuxen, vilket ofta inträffade i samband med konfirmation, äktenskap, anställning eller värnplikt. Tonårstiden eller ungdomstiden, som är en längre och mer svårdefinierbar ålder, innebär numera en lång övergångsperiod. Den inkluderar fortsättning på ens utbildning men att man samtidigt har möjlighet att vartefter pröva på olika aspekter av vuxenlivet. 
Tankarna om en särskild fas, mellan barnet och den vuxna personen, introducerades i USA under åren kring andra världskriget. Detta kom efter att den långa lågkonjunkturen bidragit till att många ungdomar i brist på arbete studerat vidare. Mellan 1920 och 1941 ökade mängden ungdomar med high school-utbildningar från 28 till 80 procent.
1944 gav man i USA ut det första numret av tidningen Seventeen, med artiklar om tonåringar samt reklam anpassade för den åldergruppen. Året efter introducerades begreppet teenager i det engelska språket via New York Times-artikeln betitlad "A teen-age Bill of Rights".

### Efterkrigstiden
Den ekonomiska uppbyggnaden efter andra världskriget skedde i många industriländer parallellt med förändrade konsumtionsmönster, nya teknologier, förändrad utbildning och ett nytt sätt att uppfostra barn och ungdomar. Genom den allt längre skolgången hamnade tonåringar längre från familjens påverkan, vilket ledde till att de lättare utvecklade egna normer runt sociala relationer, kläder och andra kulturvanor.

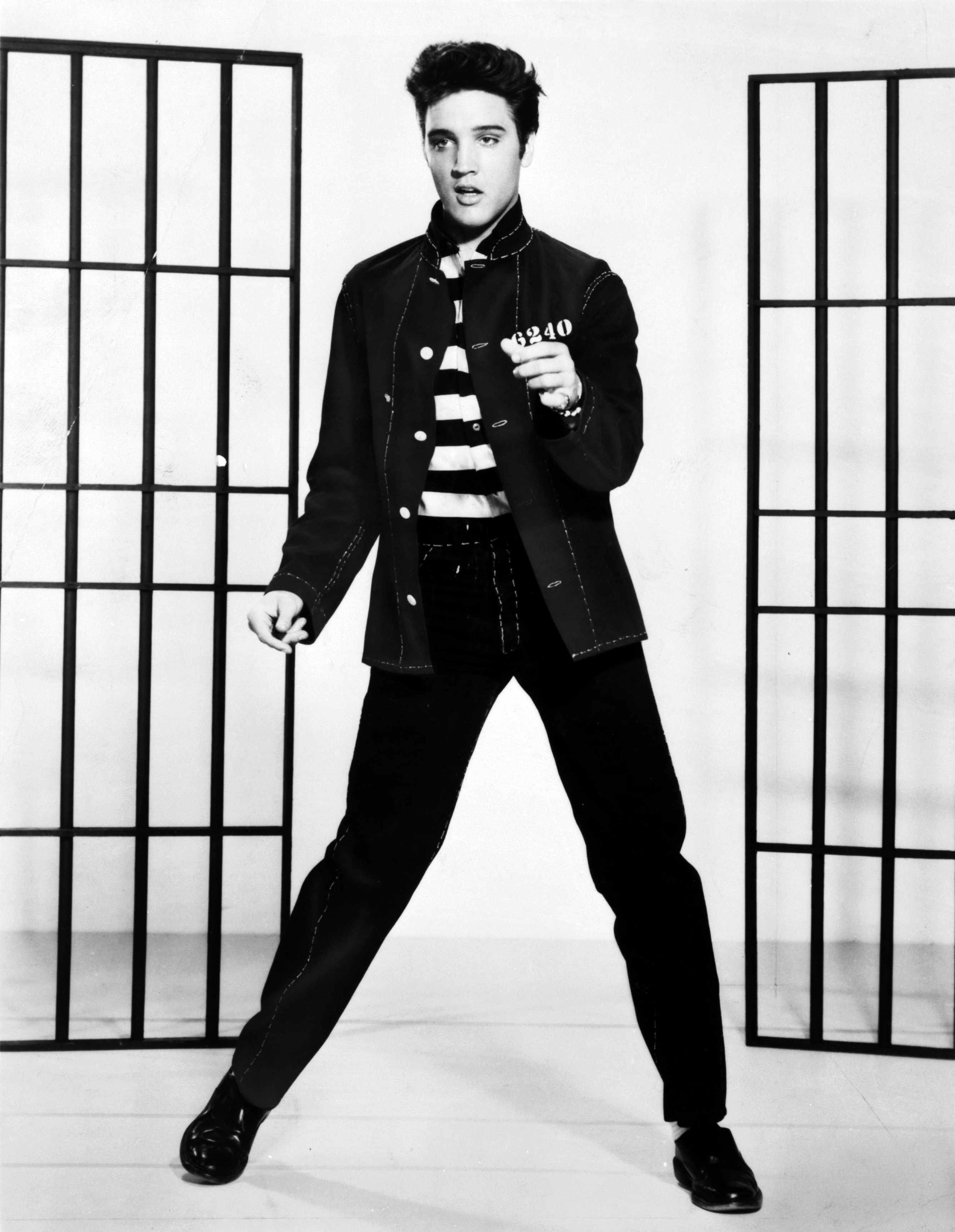
Elvis och rockmusik, symboler för en av de största tonårskulturerna under 1950- och 1960-talen.

Redan tidigare hade utvecklingen av jazz, swing och jitterbug etablerat nya sorters pardanser, och friare umgängesmönster ungdomar emellan blev allt mer accepterat. Frank Sinatra framträdde under 1940-talet som något av en tidig tonårsidol, men det var först under det kommande decenniet som tonårstidningar, televisionens inträde i familjelivet och mer pengar i tonåringarnas händer som utvecklingen av tonårsidolerna tog fart. I mitten av 1950-talet förstärkte Elvis Presley och den nya rockmusiken ungdomsidentiteteten och den framväxande tonårskulturen. Detta var en tid av högkonjunktur och en allt starkare marknadsföring hos företagen mot den växande och allt mer köpstarka och självständiga tonårsgenerationen.
Musikutvecklingen var bara del av en större trend, där det specifika tonårsmodet innebar den första gången som klädmode riktade in sig särskilt till tonåringar. Inspirationen kom, åtminstone till en början, från kläder för collegeungdomar i USA. I Sverige (se även 1950-talets tonårsmode i Sverige) var inte minst Kerstin Lokrantz och Gunilla Pontén innovativa klädskapare inom denna del av samtidsmodet.

### 1960- och 1970-talet
Under mitten av 1960-talet försvann tonårsmode som begrepp och ersattes istället av det unga popmodet. Detta var en resultat av ungdomskulturens definitiva genombrott, parallellt med den starka brittiska vågen av musikartister samt ett generationsskifte där 40-talister nu började göra uppror mot sin föräldrageneration och deras mer traditionella värderingar. Popmodet föddes främst i och kring London under åren 1964–1968.
Under 1960- och 1970-talet ledde utvecklingen av preventivmedel (inklusive p-piller) till att risken för oönskad graviditet blev mindre, något som gav upphov till begreppet "den sexuella revolutionen". Sexuella relationer utanför äktenskapet på sina håll blev allt mer accepterat, liksom ett erkännande av existensen av tonåringars sexualitet. Undersökningar har visat att samhällsdiskussionen i Sverige kring tonåringar och sexualitet i praktiken kretsade kring flickornas ansvar för sexuell hälsa och preventivmedel, att pojkar hade sexuella behov men var oansvariga och att flickor både utsattes för och tog onödiga risker. Dessa tankar spreds bland annat via svenska ungdomsmottagningar, där de flesta besökarna var flickor.
Andra tonårsidoler under dessa decennier var bland annat The Osmonds, Cliff Richard och John Travolta.

### Senare år
Under senare decennier har populärkulturen och marknadskrafterna fortsatt att marknadsföra sig mot tonåringar i mode, musik och andra kulturformer. Inom populärmusiken har artister som Madonna (under 1980-talet), Spice Girls (1990-talet), Justin Bieber (2000-talet) varit stilbildande.
Den samhälleliga diskussionen kring tonåringars sexualitet har med tiden breddats till att även inkludera flickors rätt till njutning, liksom olika sorters sexuella identiteter och läggningar och deras likvärdighet. Den sexuella hälsan ses dock fortfarande (2023, i Sverige) som ett ansvar för i första hand flickorna, vilka ännu står för majoriteten av besökarna på ungdomsmottagningar i Sverige. Fram till slutet av tonårstiden har två tredjedelar av svenska ungdomar haft sex med någon annan, siffror som varit stabila sedan 1960-talet. Den allt mer spridda internetpornografin anses ha påverkat åtminstone tonårspojkar till att inspireras av den i sexlivet med en partner, medan heterosexuella parrelationer och kopplingen sex–kärlek inte är lika självklara fenomen som tidigare.

## Språk och utveckling
Tonåringar har ofta ett särskilt språk, delvis präglat av brist på erfarenhet av grammatiska regler, olika sociala miljöer och individens egen språkliga utveckling. Deras ofta högljudda samtal kan både bero på ett behov av att väcka uppmärksamhet och på en svårighet att anpassa rösten under målbrottet. Tonåringar har olika drivkrafter till att vilja skilja ut sitt språk från hur de vuxna låter, en tendens som snabbar på språkutvecklingen inom befolkningen. Varje tonårsgeneration har behov av sitt eget kamratspråk, något som ger identitet och samhörighet med den egna åldersgruppen.
Tonårstiden präglas ofta av olika identitetskriser. Det kan relatera till individens kroppsliga och mentala förändringar och utmaningarna att lära sig att hantera dem.